# Sepia vercoi
Sepia vercoi är en bläckfiskart som beskrevs av Adam 1979. Sepia vercoi ingår i släktet Sepia och familjen Sepiidae. IUCN kategoriserar arten globalt som livskraftig. Inga underarter finns listade i Catalogue of Life.